# (21015) Shigenari
(21015) Shigenari est un astéroïde de la ceinture principale.

## Description
(21015) Shigenari est un astéroïde de la ceinture principale. Il fut découvert le 16 octobre 1988 à Kitami par Tetsuya Fujii et Kazuro Watanabe. Il présente une orbite caractérisée par un demi-grand axe de 3,03 UA, une excentricité de 0,11 et une inclinaison de 11,0° par rapport à l'écliptique.